# William Leandersson
Charles William André Arrhenius Leandersson, född 9 januari 1984 i Lund, är en svensk före detta fotbollsspelare. Han spelade främst vänsterback, men gjorde även matcher som högerback. Hans son Romeo Leandersson är också en fotbollsspelare som spelar för Mjällby AIF. 

## Karriär
Leanderssons moderklubb är Mjällby AIF. Han tillhörde därefter IF Elfsborg innan det återigen blev spel i Mjällby AIF mellan 2003 och 2013. Efter säsongen 2013 valde Leandersson att avsluta sin elitkarriär på grund av sina skadebekymmer. Därefter skrev han på för division 4-klubben Hörvikens IF.
Den 31 juli 2015 återvände Leandersson till Mjällby AIF.